# 2017年レッドブル・エアレース・ワールドシリーズ

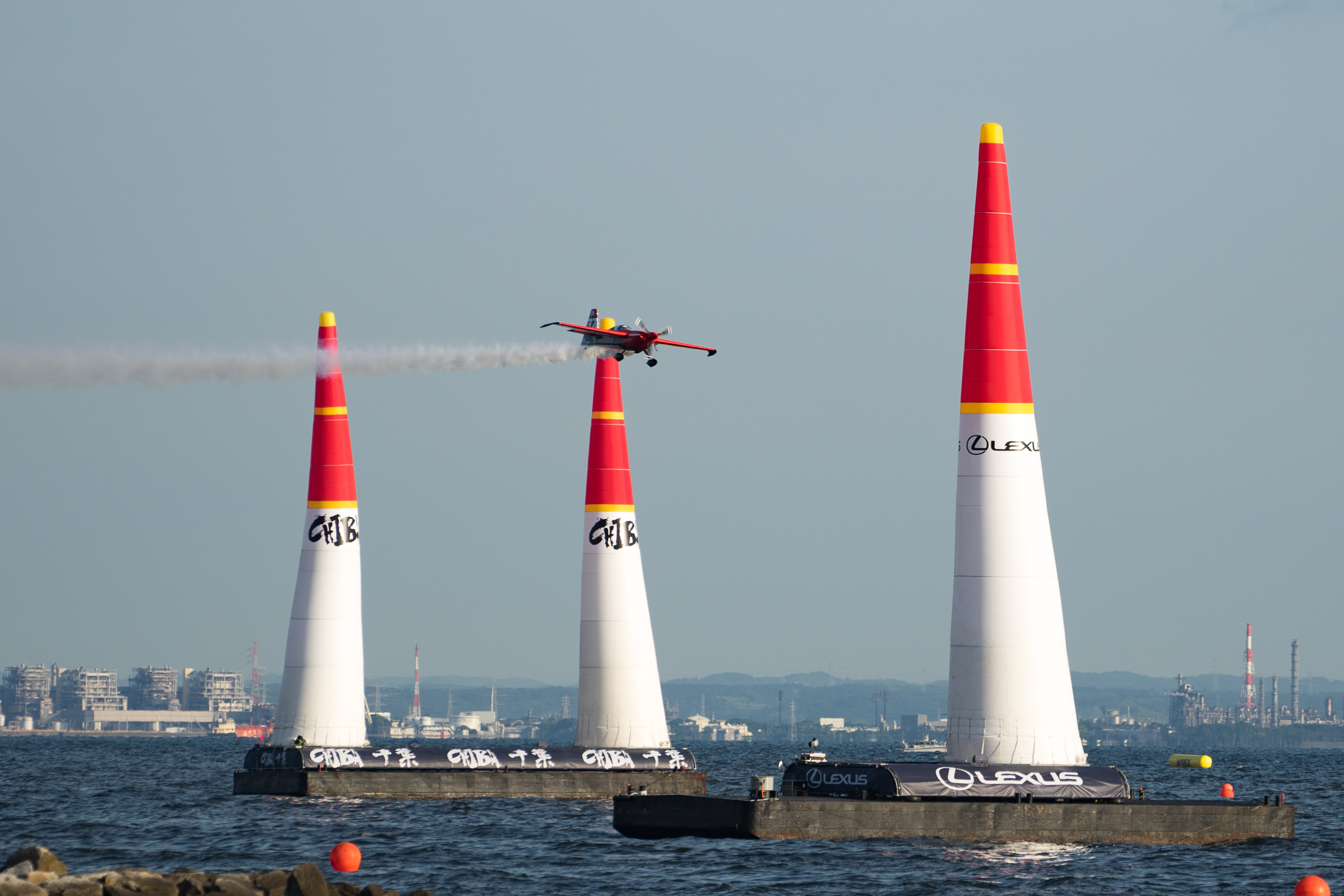
2017年レッドブル・エアレース・ワールドシリーズ 千葉大会でのピーター・ポドランセック

2017年レッドブル・エアレース・ワールドシリーズでは、2017年に開催される通算12シーズン目のレッドブル・エアレース・ワールドシリーズについて述べる。
2017年1月19日、2017年シーズンの開催地が発表された。3年連続で日本での開催が決定したほか、ロシアのカザンで初開催、アメリカ・サンディエゴは2009年シーズン以来の開催となる。当初、第6戦・第7戦の開催地はヨーロッパ圏内であること以外未定だったが、3月8日に第6戦が2009年シーズン以来となるポルトガル・ポルト、第7戦は2年連続となるドイツ・ラウジッツとなることが発表された。

## 概要
2016年12月23日、今シーズンの開幕戦が例年通りアラブ首長国連邦のアブダビで行われることが発表された。アブダビでのレースは2005年から毎年開催されており、2017年で10年連続となり、2003年のレース開始から数えると通算75戦目となるアニバーサリー・レースとなる。
2017年1月10日、チャレンジャークラスに参加する新パイロット3名が発表された。中国・香港出身のケニー・チャン、ハンガリーのダニエル・ジェネヴェイ、フランスのバティスト・ヴィーニュが加わり、昨シーズンのハンネス・アルヒ（オーストリア）の死去に伴い急きょマスタークラスに参戦したクリスチャン・ボルトン（チリ）が正式に昇格、2015年シーズンの優勝者ミカエル・ブラジョー（フランス）も昇格する。
マット・ホール（オーストラリア）は、2009年のデビュー時からMSX-Rを使用してきたが、今シーズンからジブコ エッジ540に変更した。レッドブル・エアレースで3度チャンピオンになった経験を持ち、現在はレース中継の解説者として活躍するポール・ボノムは、ホールは機体に慣れるまでに多少の時間を要するだろうが、短時間で結果を出せるようになるだろうと述べた。
10月5日、ピーター・ポドランセックが今シーズン限りでの引退を表明した。
最終戦は10月14日・15日に行われ、マルティン・ソンカ、室屋義秀、ピート・マクロード、カービー・チャンブリスの4名が総合優勝の座を争い、この内ソンカと室屋がファイナル4まで進出、室屋が優勝し、ワールドチャンピオンとなった。チャレンジャーカップは、予選でメラニー・アストルが1位通過したが、悪天候により決勝が中止となり、総合成績からフロリアン・バーガー（ドイツ）が2年連続でチャンピオンとなった。

## 参加パイロット

### マスタークラス
| No. | パイロット               | 使用機              | ラウンド |
| --- | ------------------------ | ------------------- | -------- |
| 5   | クリスチャン・ボルトン   | ジブコ エッジ540 V2 | 全戦     |
| 8   | マルティン・ソンカ       | ジブコ エッジ540 V3 | 全戦     |
| 10  | カービー・チャンブリス   | ジブコ エッジ540 V3 | 全戦     |
| 11  | ミカエル・ブラジョー     | MXエアクラフト MXS  | 全戦     |
| 12  | フランソワ・ルボット     | ジブコ エッジ540 V2 | 全戦     |
| 18  | ペトル・コプシュタイン   | ジブコ エッジ540 V3 | 全戦     |
| 21  | マティアス・ドルダラー   | ジブコ エッジ540 V3 | 全戦     |
| 26  | フアン・ベラルデ         | ジブコ エッジ540 V2 | 全戦     |
| 27  | ニコラス・イワノフ       | ジブコ エッジ540 V2 | 全戦     |
| 31  | 室屋義秀                 | ジブコ エッジ540 V3 | 全戦     |
| 37  | ピーター・ポドランセック | ジブコ エッジ540 V2 | 全戦     |
| 84  | ピート・マクロード       | ジブコ エッジ540 V3 | 全戦     |
| 95  | マット・ホール           | ジブコ エッジ540 V3 | 全戦     |
| 99  | マイケル・グーリアン     | ジブコ エッジ540 V2 | 全戦     |

### チャレンジャークラス
チャレンジャークラスのパイロットは全員、エクストラ 330LXを使用する。第3戦は中止され、第5戦で代替開催されたが、便宜上代替開催分を第3戦と記す。
| No. | パイロット             | ラウンド      | 最終戦 |
| --- | ---------------------- | ------------- | ------ |
| 6   | ルーク・チェピエラ     | 1 - 4, 7      | ○      |
| 7   | ケニー・チャン         | 2 - 6         | ×      |
| 15  | バティスト・ヴィーニュ | 1 - 5         | ×      |
| 17  | ダニエル・リファ       | 1, 3 - 5, 7   | ○      |
| 24  | ベン・マーフィ         | 1, 3, 5 - 7   | ○      |
| 33  | メラニー・アストル     | 1, 3, 5 - 7   | ○      |
| 48  | ケヴィン・コールマン   | 1 - 3, 5, 6   | ○      |
| 62  | フロリアン・バーガー   | 1, 2, 4, 6, 7 | ○      |
| 78  | ダニエル・ジェネヴェイ | 2 - 4, 6, 7   | ×      |

## レース日程と結果
| ラウンド | 国               | 地域                                                                | 開催日         | マスタークラス         | マスタークラス         | チャレンジャークラス                           | チャレンジャークラス                           | レポート |
| ラウンド | 国               | 地域                                                                | 開催日         | 予選第1位              | 優勝者                 | 予選第1位                                      | 優勝者                                         | レポート |
| -------- | ---------------- | ------------------------------------------------------------------- | -------------- | ---------------------- | ---------------------- | ---------------------------------------------- | ---------------------------------------------- | -------- |
| 1        | アラブ首長国連邦 | アブダビ                                                            | 02月10日・11日 | マルティン・ソンカ     | マルティン・ソンカ     | フロリアン・バーガー                           | ダニエル・リファ                               | 詳細     |
| 2        | アメリカ合衆国   | カリフォルニア州サンディエゴ                                        | 04月15日・16日 | マティアス・ドルダラー | 室屋義秀               | ケヴィン・コールマン                           | フロリアン・バーガー                           | 詳細     |
| 3        | 日本             | 千葉県千葉市（幕張海浜公園）                                        | 06月03日・04日 | ピート・マクロード     | 室屋義秀               | 運営上の理由で中止 第5戦でダブルヘッダーで開催 | 運営上の理由で中止 第5戦でダブルヘッダーで開催 | 詳細     |
| 4        | ハンガリー       | ブダペスト（ドナウ川）                                              | 07月01日・02日 | ピート・マクロード     | カービー・チャンブリス | ダニエル・ジェネヴェイ                         | フロリアン・バーガー                           | 詳細     |
| 5        | ロシア           | タタールスタン・カザン                                              | 07月22日・23日 | ピート・マクロード     | カービー・チャンブリス | -                                              | ルーク・チェピエラ ケニー・チャン              | 詳細     |
| 6        | ポルトガル       | ポルト（ドウロ川）                                                  | 09月02日・03日 | ピート・マクロード     | マルティン・ソンカ     | フロリアン・バーガー                           | ケヴィン・コールマン                           | 詳細     |
| 7        | ドイツ           | ブランデンブルク州ラウジッツ （ユーロスピードウェイ・ラウジッツ）   | 09月16日・17日 | マット・ホール         | 室屋義秀               | ベン・マーフィ                                 | ダニエル・リファ                               | 詳細     |
| 8        | アメリカ合衆国   | インディアナポリス （インディアナポリス・モーター・スピードウェイ） | 10月14日・15日 | マット・ホール         | 室屋義秀               | メラニー・アストル                             | 中止                                           | 詳細     |

## 得点及び順位

### マスタークラス
マスタークラスのスコア・システム
| 順位 | 1位 | 2位 | 3位 | 4位 | 5位 | 6位 | 7位 | 8位 | 9位 | 10位 | 11–14位 |
| 得点 | 15  | 12  | 9   | 7   | 6   | 5   | 4   | 3   | 2   | 1    | 0       |
| 順位 | パイロット               | 第1戦 | 第2戦 | 第3戦 | 第4戦 | 第5戦 | 第6戦 | 第7戦 | 第8戦 | ポイント |
| ---- | ------------------------ | ----- | ----- | ----- | ----- | ----- | ----- | ----- | ----- | -------- |
| 1    | 室屋義秀                 | 13    | 1     | 1     | 3     | 13    | 6     | 1     | 1     | 74       |
| 2    | マルティン・ソンカ       | 1     | 5     | 3     | 4     | 9     | 1     | 3     | 4     | 70       |
| 3    | ピート・マクロード       | 3     | 10    | 7     | 2     | 2     | 2     | 5     | 11    | 56       |
| 4    | カービー・チャンブリス   | 11    | 4     | 8     | 1     | 1     | 4     | 6     | 10    | 53       |
| 5    | ペトル・コプシュタイン   | 12    | 6     | 2     | 5     | 4     | 7     | 8     | 5     | 43       |
| 6    | マット・ホール           | 10    | 9     | 6     | 8     | 6     | 3     | 2     | 8     | 40       |
| 7    | マティアス・ドルダラー   | 4     | 3     | 4     | 13    | 10    | 8     | 12    | 2     | 39       |
| 8    | フアン・ベラルデ         | 2     | 11    | 10    | 9     | 5     | DNS   | 4     | 3     | 37       |
| 9    | マイケル・グーリアン     | 6     | 8     | 5     | 12    | 3     | 10    | 14    | 7     | 28       |
| 10   | ミカエル・ブラジョー     | 9     | 13    | 9     | 6     | 12    | 5     | 7     | 6     | 24       |
| 11   | ニコラス・イワノフ       | 5     | 7     | 13    | 7     | 11    | 11    | 9     | 13    | 16       |
| 12   | ピーター・ポドランセック | DSQ   | 2     | 12    | DNS   | 14    | 9     | 13    | 14    | 14       |
| 13   | フランソワ・ルボット     | 8     | 12    | 11    | 10    | 7     | 13    | 10    | 12    | 9        |
| 14   | クリスチャン・ボルトン   | 7     | 11    | 14    | 11    | 8     | 12    | 11    | 9     | 9        |

| 色     | 結果                  |
| ------ | --------------------- |
| 金色   | 優勝                  |
| 銀色   | 2位                   |
| 銅色   | 3位                   |
| 緑     | ポイント圏内完走      |
| 青灰色 | ポイント圏外完走      |
| 青灰色 | 周回数不足 (NC)       |
| 紫     | リタイヤ (Ret)        |
| 赤     | 予選不通過 (DNQ)      |
| 赤     | 予備予選不通過 (DNPQ) |
| 黒     | 失格 (DSQ)            |
| 白     | スタートせず (DNS)    |
| 白     | エントリーせず (WD)   |
| 白     | レースキャンセル (C)  |
| 空欄   | 欠場                  |
| 空欄   | 出場停止処分 (EX)     |

### チャレンジャークラス
チャレンジャークラスの選手はシーズン中に少なくとも3大会に出場しなければならず、最も良かった4大会のスコアをチャレンジャー・カップのランキングに計上でき、ランキング上位6名のパイロットが最終レースへの参加権を得る。
第3戦・千葉大会のチャレンジャーカップは第5戦・カザン大会でダブルヘッダーで開催された。
チャレンジャークラスのスコア・システム
| 順位     | 1位 | 2位 | 3位 | 4位 | 5位 | 6-8位 |
| ポイント | 10  | 8   | 6   | 4   | 2   | 0     |
| 順位                      | パイロット             | 第1戦 | 第2戦 | 第3戦 | 第4戦 | 第3戦代替 | 第5戦 | 第6戦 | 第7戦 | 第8戦 | ポイント |
| ------------------------- | ---------------------- | ----- | ----- | ----- | ----- | --------- | ----- | ----- | ----- | ----- | -------- |
| 1                         | フロリアン・バーガー   | 2     | 1     | 中 止 | 1     |           |       | 2     | 2     | 4     | 38       |
| 2                         | ダニエル・リファ       | 1     |       | 中 止 | 3     | 2         | 6     |       | 1     | 6     | 34       |
| 3                         | ルーク・チェピエラ     | 6     | 3     | 中 止 | 2     | 1         |       |       | 3     | 2     | 34       |
| 4                         | ケヴィン・コールマン   | 5     | 2     | 中 止 |       | 7         | 3     | 1     |       | 5     | 25       |
| 5                         | メラニー・アストル     | 3     |       | 中 止 |       | 5         | 4     | 3     | 5     | 1     | 23       |
| 6                         | ベン・マーフィ         | 4     |       | 中 止 |       | 3         | 5     | 5     | 4     | 3     | 19       |
| 以上の6名が最終戦に参加。 |                        |       |       | 中 止 |       |           |       |       |       |       |          |
| 7                         | バティスト・ヴィーニュ | 7     | 5     | 中 止 | 4     | 6         | 2     |       |       |       | 14       |
| 8                         | ケニー・チャン         |       | 6     | 中 止 | 5     | DSQ       | 1     | 6     |       |       | 12       |
| 9                         | ダニエル・ジェネヴェイ |       | 4     | 中 止 | 6     | 4         |       | 4     | 6     |       | 12       |

| 色     | 結果                  |
| ------ | --------------------- |
| 金色   | 優勝                  |
| 銀色   | 2位                   |
| 銅色   | 3位                   |
| 緑     | ポイント圏内完走      |
| 青灰色 | ポイント圏外完走      |
| 青灰色 | 周回数不足 (NC)       |
| 紫     | リタイヤ (Ret)        |
| 赤     | 予選不通過 (DNQ)      |
| 赤     | 予備予選不通過 (DNPQ) |
| 黒     | 失格 (DSQ)            |
| 白     | スタートせず (DNS)    |
| 白     | エントリーせず (WD)   |
| 白     | レースキャンセル (C)  |
| 空欄   | 欠場                  |
| 空欄   | 出場停止処分 (EX)     |

#### 最終戦（予選）
本戦は悪天候により中止となったため、総合成績によりフロリアン・バーガーがチャンピオンとなった。
| 順 位 | No. | パイロット           | タイム   | ペナルティ |
| ----- | --- | -------------------- | -------- | ---------- |
| 1     | 33  | メラニー・アストル   | 1:18.059 |            |
| 2     | 6   | ルーク・チェピエラ   | 1:18.378 |            |
| 3     | 24  | ベン・マーフィ       | 1:18.477 |            |
| 4     | 62  | フロリアン・バーガー | 1:18.586 |            |
| 5     | 48  | ケヴィン・コールマン | 1:20.402 |            |
| 6     | 17  | ダニエル・リファ     | 1:21.408 |            |